# Cerodontha hirtae
Cerodontha hirtae este o specie de muște din genul Cerodontha, familia Agromyzidae, descrisă de Nowakowski în anul 1967.
Este endemică în California. Conform Catalogue of Life specia Cerodontha hirtae nu are subspecii cunoscute.